# 傑列維揚基 (佐洛喬夫區)
49°48′28″N 25°4′52″E / 49.80778°N 25.08111°E
傑列維揚基（烏克蘭語：Дерев'янки），是烏克蘭西部的村莊，隸屬利維夫州的佐洛奇夫區。該村面積0.09平方公里，海拔高度411米，2001年人口24，人口密度每平方公里263.74人。